# Église Saint-Julien d'Osmery
Pour les articles homonymes, voir Église Saint-Julien.
L'église Saint-Julien est une église catholique située sur la commune d'Osmery, dans le département du Cher, en France.

## Localisation
Dans un périmètre arboré, l'église se trouve dans la partie sud du village.

## Historique
Elle a été construite au milieu du XIIe siècle.
En 1960, les vitraux de Max Ingrand sont inaugurés.
L'édifice est classé en totalité au titre des monuments historiques par arrêté du 11 juillet 1932.

## Description

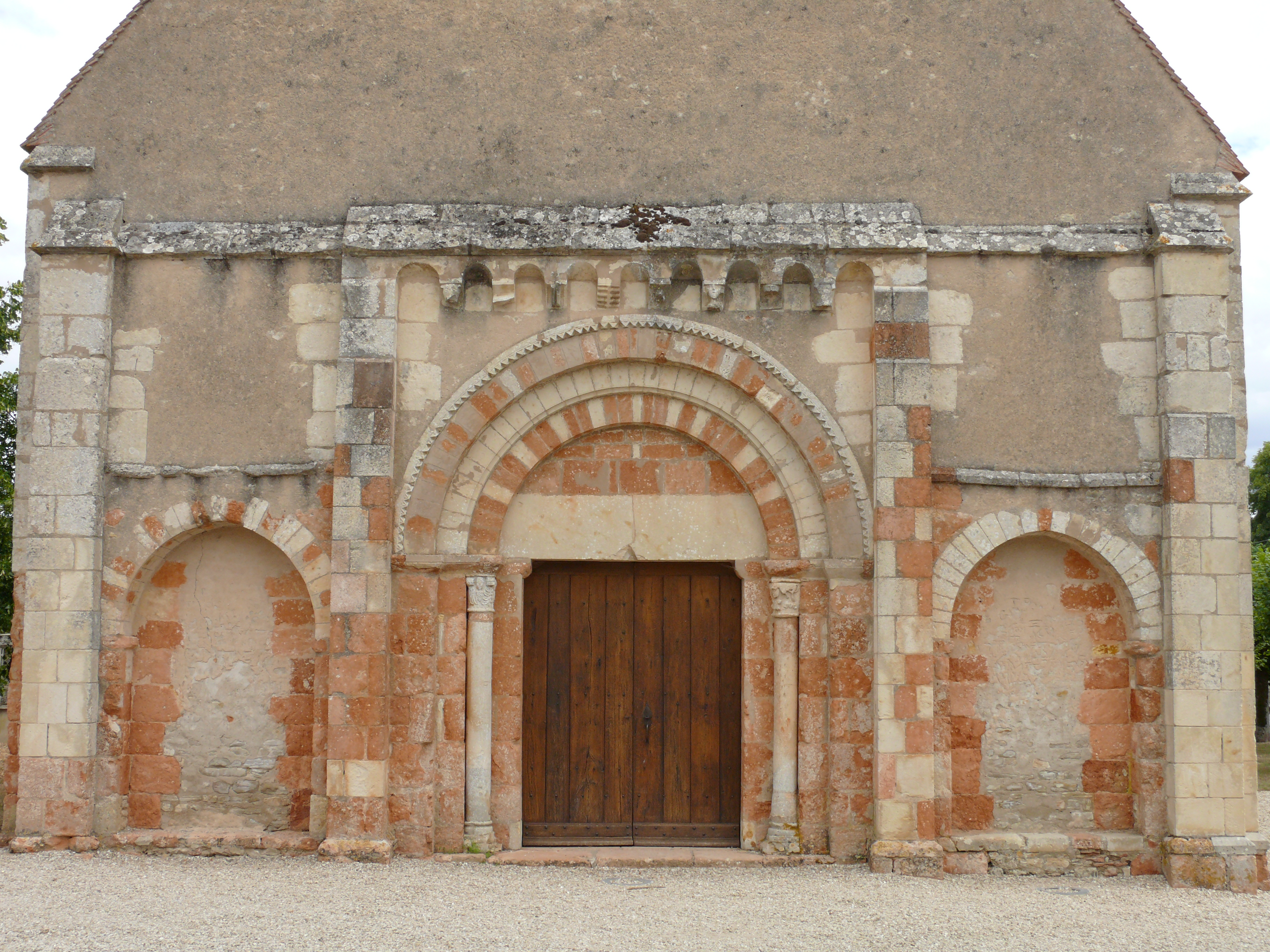
Portail.
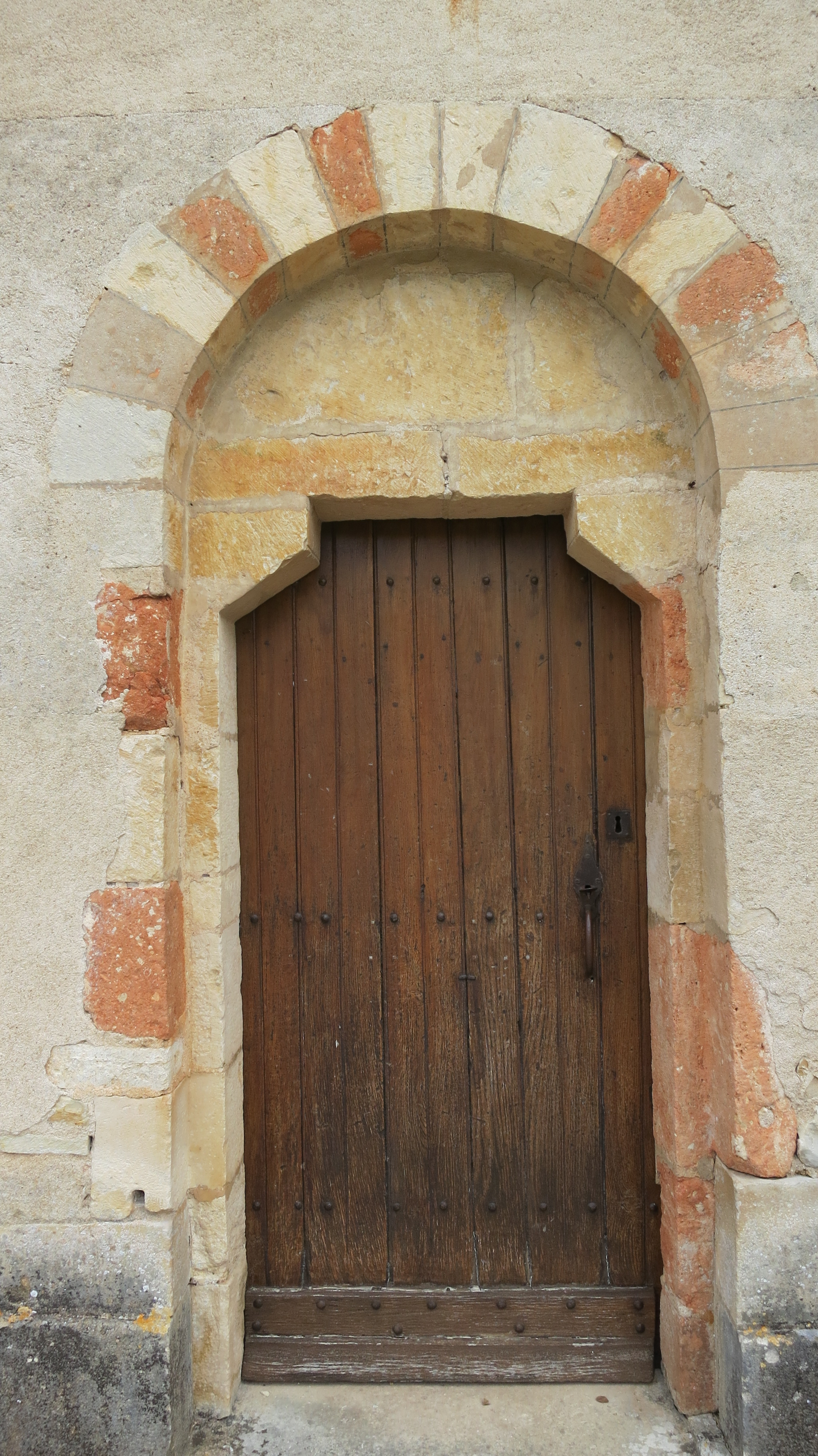
Porte latérale.
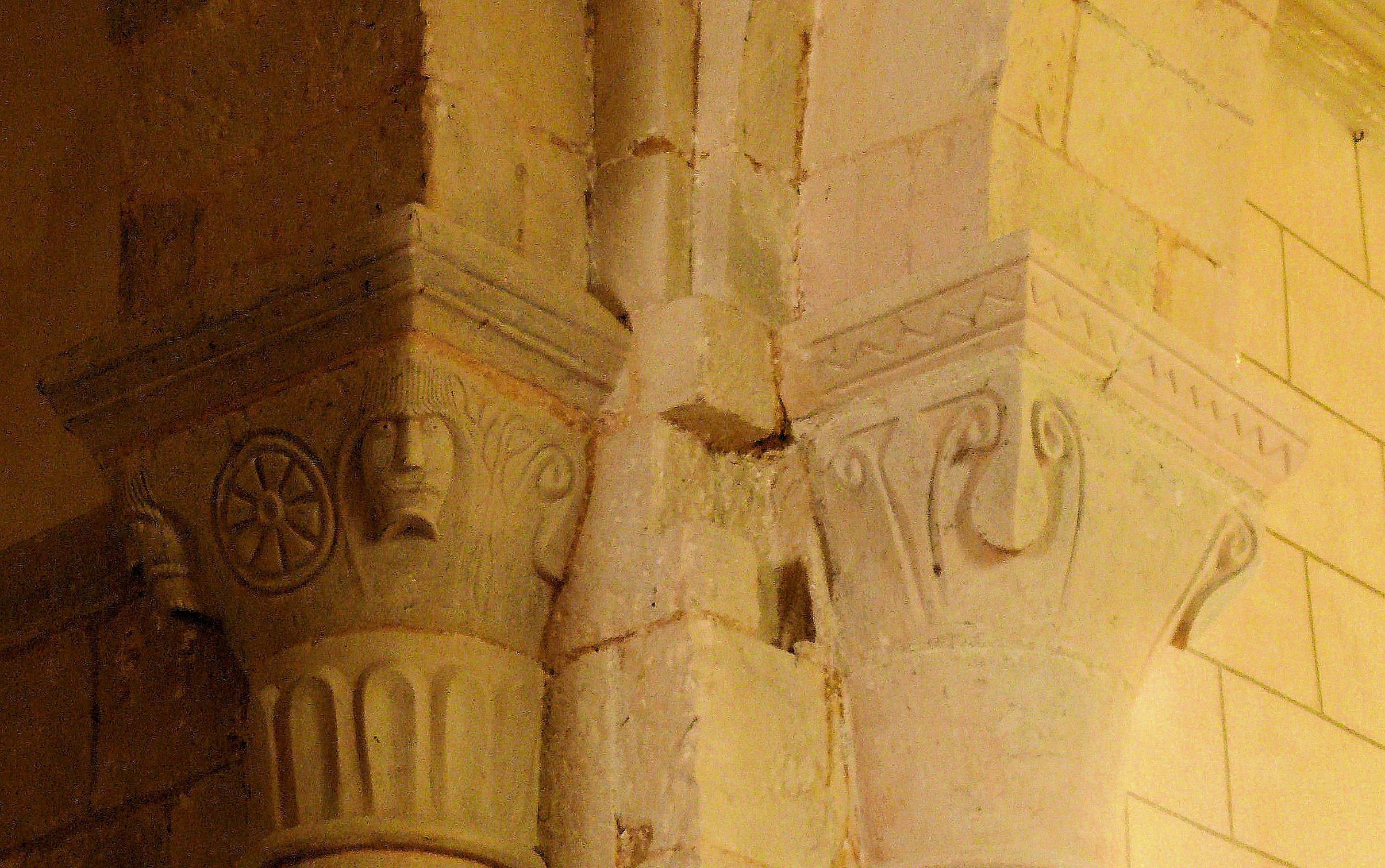
Chapiteaux à la croisée du transept.
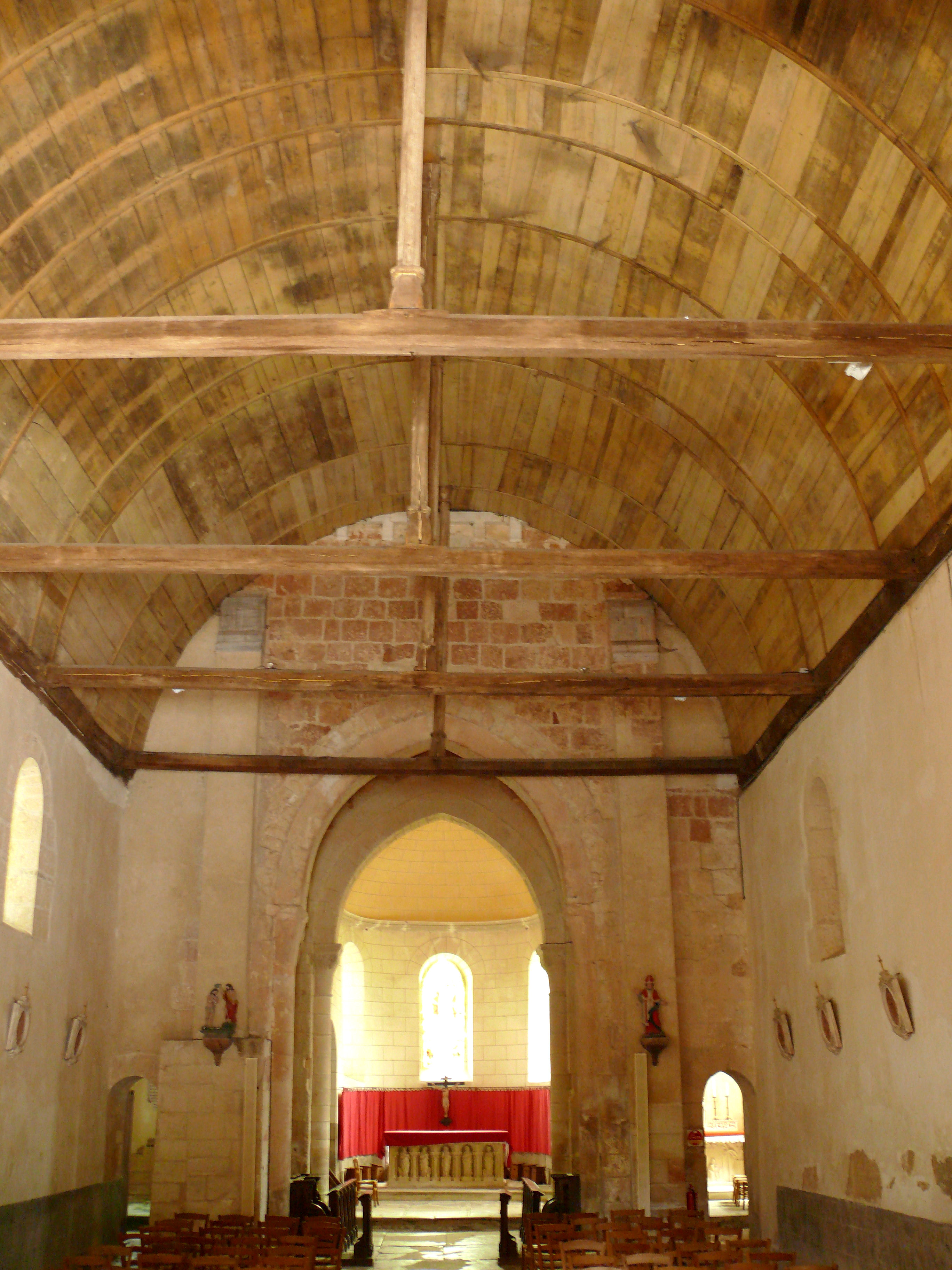
Nef.
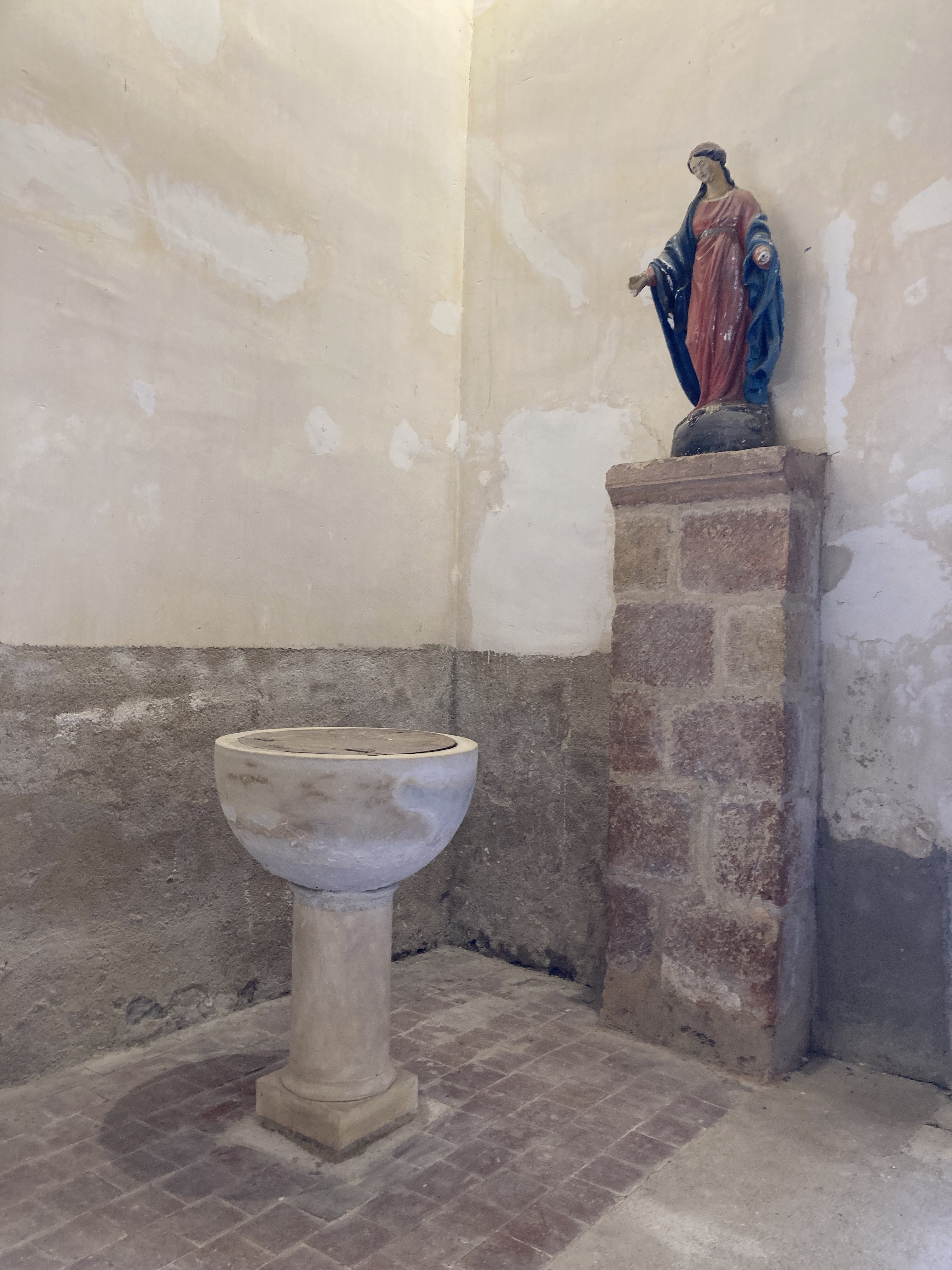
Fonts baptismaux.